# 佐藤純通
佐藤 純通（さとう じゅんつう、1947年－　）は、日本の法律家。司法書士。北海道出身。日本司法書士会連合会名誉会長。司法書士法人横浜中央法務事務所所長。

## 略歴
1971年中央大学法学部卒業。1981年司法書士登録。事務所開業後、日本司法学院講師や、1993年桐蔭横浜学園大学法学部非常勤講師等を経て、1997年神奈川県司法書士会会長に就く。2001年日本司法書士会連合会副会長（司法書士法改正・不動産登記法改正・電子認証局構築担当）。2004年横浜国立大学法科大学院非常勤講師。2005年司法書士総合研究所所長。2007年日本司法書士会連合会会長。2009年日本司法書士会連合会名誉会長。神奈川県司法書士会名誉会長。2014年黄綬褒章受章。2017年中央大学法学部特別講座講師。
この他、総務省公的個人認証サービス普及拡大検討委員会委員、日本司法書士会連合会電子認証局局長（2005年～2007年）、法務省登記識別情報制度研究会委員（2005年～2007年）等を歴任。現在も、一般社団法人日本財産管理協会副理事長や、一般社団法人商業登記倶楽部代表理事、総務省電子政府推進委員、司法アクセス学会理事、中央大学日本比較法研究所嘱託研究員などを兼職。

## エピソード
2004年の不動産登記法改正に司法書士の立場から立法段階から関わった。

## 業績
著書
- 長谷川清・土井万二と共編『Q&A商業登記とIT化の実務』（新日本法規出版、2003年）
- 不動産取引とリスクマネジメント研究会編『不動産取引とリスクマネジメント』（分担執筆、日本加除出版、2012年）
- 日本財産管理協会編『相続財産の管理と処分の実務』（分担執筆、日本加除出版、2013年初版/2018年第2版）

論文
- 「クローズアップ 不動産登記のオンライン申請の概要と実務への影響」（旬刊経理情報 1026号、2003年）
- 「規則31条業務の展開可能性 : さらなる未来をめざして (特集 司法書士実務における財産管理業務)」（市民と法 76号、2012年）
- 「司法書士による継続的法務支援業務 : 企業法務の新たなる業務展開と法的根拠 (特集 司法書士による企業法務支援の新展開)」（市民と法 87号、2014年）